# Dzieła Natalii Zylberlast-Zandowej
Natalia Zylberlast-Zand (1883–1942) była polskim neurologiem i psychiatrą pochodzenia żydowskiego. Publikowała w językach: polskim, niemieckim, francuskim i angielskim. 
Poniżej znajduje się lista ponad 100 jej prac naukowych oraz powieść wydana pod pseudonimem Maria Quieta.

## Prace naukowe
- N. Zylberlast, Un cas de leucémie myéloïde chez un enfant de neuf mois, Genève: Ch. Zœllner, 1907. Brak numerów stron w książce
- E. Flatau, N. Zylberlast, Beitrag zur chirurgischen Behandlung der Rückenmarkstumoren, „Deutsche Zeitschrift für Nervenheilkunde”, 35 (3–4), 1908, s. 334–351, DOI: 10.1007/BF01667263 [dostęp 2024-05-15] (niem.).
- Edward Flatau, Natalia Zylberlastówna, Przyczynek do leczenia chirurgicznego nowotworów rdzenia; przypadek nowotworu z pomyślnym wynikiem operacyjnym, „Medycyna i Kronika Lekarska”, 43, 1908, s. 621–, 655–, 673–.
- Natalia Zylberlastówna. Przypadek tężca o przebiegu przewlekłym. „Medycyna i Kronika Lekarska”. 44 (25–26), s. 591–613, 1909.
- Natalia Zylberlastówna. Cerebro-cerebellar underdevelopment in a child. „Neurologja Polska”. 2, s. 80, 1911.
- Natalia Zylberlast. O zaburzeniach psychicznych w surowiczem zapaleniu opon mózgowo-rdzeniowych. „Neurologja Polska”, s. 284, 1911/1912.
- Adam Wizel, Natalia Zylberlast. Zjawiska psychogalwaniczne u umysłowo chorych. „Neurologja Polska”, s. 239, 1913.
- Natalia Zylberlast. Przypadek rzekomego nowotworu mózgu. „Neurologja Polska”, s. 220, 1913.
- Zylberlastówna N. Bakterje chorobotwórcze i walka z niemi. Warszawa: Orgelbrand, 1915.
- Edward Flatau, Natalia Zylberlastówna. O oddziaływaniu opon mózgowych na gruźlicę. „Neurologja Polska”. 5, 1917.brak numeru strony
- Sterling, Janowski, Zylberlastówna. Najprostsze sposoby badania rozwoju umysłowego dziatwy szkolnej. Warszawa: Herdan, 1917.
- Zylberlastówna N. „Przypadek psychozy zakaźnej na tle zapalenia mózgu”. W: Księga zbiorowa Szpitala dla umysłowo i nerwowo chorych „Kochanówka” pod Łodzią (1918), s. 327–335.
- N. Zand. L'étude des affections pseudosystématiques de la moëlle épinière. „Trav. du lab. neurobiol. Soc. d. sc. 2”, s. 295–318, 1919.
- Natalia Zylberlast. Przypadek lewostronnej apraksji w połączeniu z prawostronnymi ruchami rzekomo dowolnymi i rzekomo wyrażeniowymi oraz ogólnym niepokojem. „Neurologja Polska”, s. 123, 1920.
- Mme Zylberlast-Zand, Syndrome épilepto-myoclonique. E1° Son traitement, „Revue Neurologique”, 37 (11), 1921, s. 1071–1076 [dostęp 2024-05-16] (fr.).
- Nathalie Zylberlast-Zand, Sur la modification de la pression du liquide céphalo-rachidien sous l'influence du changement de position du corps et de la tête, „Revue Neurologique”, 37 (12), 1921, s. 1217–1221 [dostęp 2024-05-16] (fr.).
- Edward Flatau, Natalia Zand. Sur la reaction des meninges contre la tuberculose. „L′Encephale”. 16 (6, 7), s. 283, 344, 1921.
- Natalia Zylberlast-Zandowa. O zespole padaczkowo-myoklonicznym i o próbach jego leczenia. „Lekarz Wojskowy”. 20, 1921.brak numeru strony
- Natalia Zylberlast-Zandowa. O wpływie położenia ciała i głowy na ciśnienie płynu mózgowo-rdzeniowego. „Polskie Czasopismo Lekarskie”. 1 (3), s. 35–37, 1921.
- Edward Flatau, Natalia Zylberlast-Zand. Sur la réaction des méninges contre la tuberculose. „Trav. du lab. neurobiol. Soc. d. sc. 2”. 2, s. 225–260, 1923.
- Natalia Zandowa. Odruch oczno-powiekowy w parkinsonizmie pośpiączkowym. „Polska Gazeta Lekarska”. 2 (20), s. 352, 1923.
- Natalia Zandowa. Odczyn globulinowy w płynach mózgowo-rdzeniowych ksantochromiczny. „Neurologja Polska”. 7, s. 83, 1923.
- Nathalie Zylberlast-Zand, La réaction de la globuline dans les liquides céphalo-rachidiens xanthochromiques, „Revue Neurologique”, 30 (1), 1923, s. 485–487 [dostęp 2024-05-15] (fr.).
- Nathalie Zylberlast-Zand, Syndrome de Korsakoff au cours de la méningite cérébro-spinale épidémique, „Revue Neurologique”, 30 (2), 1923, s. 522–528 [dostęp 2024-05-15] (fr.).
- Zbigniew Szymanowski, Natalia Zylberlast-Zand. Lethargic encephalitis and herpes febrilis. „Brain”. 46, s. 49–72, 1923.
- Nathalie Zylberlast-Zand, Réflexe oculo-palpébral chez les parkinsoniens postencéphalitiques, „Revue Neurologique”, 30 (1), 1923, s. 102–106 [dostęp 2024-05-15] (fr.).
- Nathalie Zylberlast-Zand, Rôle protecteur de la pie-mère et des plexus choroïdes, „Revue Neurologique”, 31 (2), 1924, s. 235–252 [dostęp 2024-05-15] (fr.).
- N. Zylberlast-Zandowa, Nagminne zapalenie opon mózgowo-rdzeniowych u osobników gruźliczych, „Warszawskie Czasopismo Lekarskie”, 1 (2), 1924, s. 53–57 [dostęp 2024-05-16].
- Natalia Zandowa. O znaczeniu ochronnem opony naczyniowej i splotów naczyniastych. „Nowiny Psychjatryczne”. 1, s. 102, 1924.
- Maurycy Bornsztajn, Natalia Zandowa. Przypadek hiperkinezy po zapaleniu nagminnem mózgu. „Neurologja Polska”, s. 220, 1924.
- Natalia Zandowa. Przypadek choroby Quinckego z objawami błędnikowymi. „Neurologja Polska”, s. 218, 1924.
- Zandowa N. Rozszczepienie kręgosłupa z objawami nerwowymi. Neurologja Polska, s. 196, 1924.
- N. Zylberlast-Zandowa, Przypadek zespołu czuciowo odżywczego pochodzenia mostowego, „Warszawskie Czasopismo Lekarskie”, 1 (11), 1924, s. 428–430 [dostęp 2024-05-16].
- Nathalie Zylberlast-Zand, Un cas de syndrome sensitivo-trophique d'origine pontine, „Revue Neurologique”, 31 (2), 1924, s. 597–600 [dostęp 2024-05-16] (fr.).
- Zandowa N. Padaczka w późnym wieku jako objaw nowotworu mózgu. Neurologja Polska, s. 49, 1925.
- Nathalie Zylberlast-Zand, Base anatomique de la rigidité décérébrée, „Revue Neurologique”, 32 (1), 1925, s. 998–1003 [dostęp 2024-05-16] (fr.).
- Zylberlast-Zandowa N. Nagminne zapalenie opon mózgowordzeniowych (menigitis cerebrospinalis epidemica). Warszawa: Spółka Wydawnicza Ars medica, 1925.
- Zylberlast-Zandowa N. Zespół Korsakowa w przebiegu drętwicy karku. Rocznik Psychjatryczny 2, s. 55, 1925.
- Zandowa N. „Przyczynek do badań psychologicznych wśród młodzieży szkolnej” [w:] Pamiętnik ku uczczeniu ś.p. prof. dr. med. Antoniego Mikulskiego, 1925.
- Zandowa N. Przypadek cierpienia Quinckego ze zmianami na dnie oczu. Neurologja Polska s. 98, 1926
- N. Zandowa, Wodogłowie surowicze oraz rzekome zapalenie opon, „Warszawskie Czasopismo Lekarskie”, 2 (1), 1924, s. 9–12 [dostęp 2024-05-16].
- Zand N. Les Olives inférieures centres de la station verticale. Archives du Muséum national d'histoire naturelle s. 170, 1926.
- Zand N. Histerja ze stanowiska teorji Freuda. Lekarz Wojskowy 9 (2), s. 118–127, 1927.
- Natalja Zandowa, Przypadek przewlekłego zapalenia opon o nieznanej etiologii, „Warszawskie Czasopismo Lekarskie”, 4 (8), 1927, s. 304–306 [dostęp 2024-05-16].
- Natalja Zandowa, Teorja ruchu w świetle współczesnych poglądów, „Warszawskie Czasopismo Lekarskie”, 4 (17), 1927, s. 561–567 [dostęp 2024-05-16].
- Zandowa N. Higjena snu. Dziecko i Matka 2 (14), 1927.
- Zandowa N. Wychowanie domowe czy przedszkolne. Wychowanie Przedszkolne 3 (2/3), 1927.
- Zandowa N. Splot naczyniowy (anatomia, fizjologia, patologia). Wydawnictwa Towarzystwa Naukowego Warszawskiego. Monografie z Pracowni Neurobiologicznej, 1928.
- Zandowa N. Oliwki opuszkowe jako ośrodek zarządzający czynnością stania. Neurologja Polska 11 s. 79, 1928.
- Zandowa N. Dwa przypadki obrzęku śluzakowatego. Neurologja Polska 11, s. 232, 1928.
- Zandowa N. Zespół pozapiramidowy w stadium początkowym. Neurologja Polska 11, s. 231, 1928.
- Zandowa N. Oliwki opuszkowe w stanach patologicznych. Neurologja Polska 12, s. 14, 1929.
- N. Zandowa, J. A. Sicard, „Warszawskie Czasopismo Lekarskie”, 6 (10), 1929, s. 240–241 [dostęp 2024-05-16].
- N. Zandowa, Termoregulacja. Cz. 1, „Warszawskie Czasopismo Lekarskie”, 6 (16), 1929, s. 374–376 [dostęp 2024-05-16].
- N. Zandowa, Termoregulacja. Cz. 2, „Warszawskie Czasopismo Lekarskie”, 6 (17), 1929, s. 398–400 [dostęp 2024-05-16].
- N. Zandowa, Termoregulacja. Cz. 3, „Warszawskie Czasopismo Lekarskie”, 6 (17), 1929, s. 423–425 [dostęp 2024-05-16].
- N. Zandowa, Nowe poglądy na rolę płynu mózgowo-rdzeniowego w patogenezie chorób, „Warszawskie Czasopismo Lekarskie”, 6 (26), 1929, s. 612–614 [dostęp 2024-05-16].
- N. Zandowa, Zjazd psychjatrów i neurologów w Barcelonie (21 – 26 maja 1929), „Warszawskie Czasopismo Lekarskie”, 6 (34/35), 1929, s. 822–823 [dostęp 2024-05-16].
- Zandowa, Jan Jarkowski, Wspomnienie pośmiertne, „Warszawskie Czasopismo Lekarskie”, 6 (37), 1929, s. 880–882 [dostęp 2024-05-16].
- Zandowa, Jak być nie powinno, „Warszawskie Czasopismo Lekarskie”, 6 (47), 1929, s. 1116 [dostęp 2024-05-16].
- Zandowa N. Udział histiocytów w oponach mózgowo-rdzeniowych. Lekarz Wojskowy 14, 1929.
- Nathalie Zand, J. Mackiewicz, Papillome malin (plexoma malignum) du plexus choroïde, „Revue Neurologique”, 36 (1), 1929, s. 656–657 [dostęp 2024-05-16] (fr.).
- Nathalie Zylberlast Zand, Les olives bulbaires dans les états pathologiques, „Revue Neurologique”, 36 (2), 1929, s. 194–203 [dostęp 2024-05-16] (fr.).
- Zandowa N. „Sztywność z odmóżdżenia ze stanowiska kliniki i fizjologii”. W: Księga jubileuszowa Edwarda Flataua. Warszawa, 1929 s. 257–283.
- Zandowa N. Plexoma malignum spoltu naczyniastego. Neurologja Polska 12, s. 221, 1929.
- Zandowa N. Na marginesie książki „Psychologia kobiety”. Kobieta Współczesna 15 (12), s. 19, 1929.
- Zandowa N. Mikroglej i histiocyty. Neurologja Polska 13, 14, 1930/1931.
- Natalja Zandowa, O powikłaniach nerwowych w ospie i po szczepieniu ospy ochronnem. Cz. 1, „Warszawskie Czasopismo Lekarskie”, 7 (16), 1930, s. 367–369 [dostęp 2024-05-16].
- Natalja Zandowa, O powikłaniach nerwowych w ospie i po szczepieniu ospy ochronnem. Cz. 2, „Warszawskie Czasopismo Lekarskie”, 7 (17), 1930, s. 391–392 [dostęp 2024-05-16].
- Natalja Zandowa, Wpływ roztworów hipo- i hipertonicznych na tkankę nerwową i przestrzenie okołonaczyniowe. Cz. 1, „Warszawskie Czasopismo Lekarskie”, 7 (30/31), 1930, s. 713–716 [dostęp 2024-05-16].
- Natalja Zandowa, Wpływ roztworów hipo- i hipertonicznych na tkankę nerwową i przestrzenie okołonaczyniowe. Cz. 2, „Warszawskie Czasopismo Lekarskie”, 7 (32), 1930, s. 740–741 [dostęp 2024-05-16].
- Zandowa N. „Oliwki opuszkowe jako ośrodek stania”. [w:] Pamiętnik II Zjazdu Polskiego Towarzystwa Anatomiczno-Zoologicznego w Wilnie. Wilno, s. 31–32, 1930.
- Zandowa N. Podstawy anatomiczne pochylenia głowy do przodu (emprostotonus). Neurologja Polska, 1930.
- Zand N. Les Plexus choroïdes, anatomie, physiologie, pathologie, par Mme le Dr Nathalie Zand. Préface du Prof. Roussy. Paris: Masson, 1930.
- Zandowa N. Ze świata lekarek. Kobieta Współczesna 16, 1930.
- Natalja Zandowa, Drgawki u dzieci: zarys kliniczno-teoretyczny, Warszawa: Wydawnictwo „Warszawskiego Czasopisma Lekarskiego”, 1931 (seria Wykłady Lekarskie, cz. 2) [dostęp 2024-05-16]. Brak numerów stron w książce
- Zandowa N. Oliwki dolne jako ośrodek napięcia mięśni wyprostnych. Neurologja Polska, 1931.
- Zandowa N. O dzieciach t. zw. trudnych i zaniedbanych. Szkoła Specjalna, 1931.
- Natalja Zandowa, Bariera ochronna oponowa a układ siateczkowo-śródbłonkowy, „Warszawskie Czasopismo Lekarskie”, 8 (43), 1931, s. 985–989 [dostęp 2024-05-16].
- Natalja Zandowa, Nowe poglądy na rolę płynu mózgowo-rdzeniowego w patogenezie chorób, „Warszawskie Czasopismo Lekarskie”, 6 (26), 1929, s. 612–614 [dostęp 2024-05-16].
- Zandowa N. Bariera ochronna wewnętrzna. Neurologja Polska 15, s. 306, 1932.
- Zand N. La barriere protectrice meningee et le systeme reticulo-endothelial. Proceedings of the First Neurological Congress, Berne 1932 s. 166–170, 1932.
- Natalja Zandowa, O objawach nerwowych w gruźlicy utajonej oraz o t. zw. reumatyzmie gruźliczym. Cz. 1, „Warszawskie Czasopismo Lekarskie”, 9 (31/32), 1932, s. 719–722 [dostęp 2024-05-16].
- Natalja Zandowa, O objawach nerwowych w gruźlicy utajonej oraz o t. zw. reumatyzmie gruźliczym. Cz. 2, „Warszawskie Czasopismo Lekarskie”, 9 (33), 1932, s. 751–753 [dostęp 2024-05-16].
- Natalja Zandowa, Edward Flatau jako nauczyciel, „Warszawskie Czasopismo Lekarskie”, 9 (47), 1932, s. 1101–1102 [dostęp 2024-05-16].
- Zandowa N. Dalsze badania doświadczalne nad oliwkami opuszkowymi. Rocznik Psychjatryczny 21, s. 370–378, 1933.
- Zand N. Etudes expérimentales sur les olives bulbaires. Comptes rendus des séances de la Société de biologie et de ses filiales et associées 114, s. 204–206, 1933.
- Zandowa N. Barjera ochronna wewnętrznego układu nerwowego. Sprawozdania z Posiedzeń Towarzystwa Naukowego Warszawskiego 26, 1934.
- N. Zandowa, Udział opon mózgowo-rdzeniowych w chorobach ogólnych, „Warszawskie Czasopismo Lekarskie”, 11 (20), 1934, s. 377–381 [dostęp 2024-05-16].
- Zandowa N. Rola oliwek opuszkowych. Medycyna Doświadczalna i Społeczna 20 (1–2), s. 1–45, 1935.
- N. Zandowa, Znaczenie praktyczne teorji Freuda, „Warszawskie Czasopismo Lekarskie”, 12 (14), 1935, s. 287–288 [dostęp 2024-05-16].
- N. Zandowa, Znaczenie praktyczne teorji Freuda, „Warszawskie Czasopismo Lekarskie”, 12 (14), 1935, s. 287–288 [dostęp 2024-05-16].
- Zand N. Nouvelles études expérimentales sur les olives bulbaires. Comptes rendus des séances de la Société de biologie et de ses filiales et associées 120, s. 373–375, 1935.
- N. Zandowa, Sprawozdanie z II Międzynarodowego zjazdu neurologów w Londynie, „Warszawskie Czasopismo Lekarskie”, 12 (34), 1935, s. 631–632 [dostęp 2024-05-16].
- Encéphale 31 (1), s. 270–292, 1936.
- Zand N. O potrzebie przystąpienia do Międzynarodowej Ligi Opieki nad chorymi padaczkowymi. XVI Zjazd Psychiatrów Polskich Lublin-Chełm, 1936.
- Zand N. A propos de la pathologie des méninges cérébrospinales. Annales d′anatomie pathologique et d′anatomie normale médico-chirurgicale 14, ss. 831–838, 1937.
- Zandowa N. „Nagminne zapalenie opon rdzeniowych (drętwica karku)”. [w:] Choroby zakaźne T. II. Warszawa, s. 415–457, 1937.
- N. Zandowa, Nowe pojęcia o odruchach. Cz. 1, „Warszawskie Czasopismo Lekarskie”, 14 (5), 1937, s. 88–91 [dostęp 2024-05-16].
- N. Zandowa, Nowe pojęcia o odruchach. Cz. 2, „Warszawskie Czasopismo Lekarskie”, 14 (6), 1937, s. 110–112 [dostęp 2024-05-16].
- N. Zandowa, Z semiotyki schorzeń oliwek opuszkowych, „Warszawskie Czasopismo Lekarskie”, 14 (17), 1937, s. 326–328 [dostęp 2024-05-16].
- N. Zandowa, Przypadek wygaśnięcia życia psychicznego z przykurczem wszystkich kończyn w zgięciu, „Warszawskie Czasopismo Lekarskie”, 14 (18), 1937, s. 344–347 [dostęp 2024-05-16].
- N. Zandowa, Edward Flatau jako eksperymentator i pedagog, „Warszawskie Czasopismo Lekarskie”, 14 (21/22), 1937, s. 406–408 [dostęp 2024-05-16].
- N. Zandowa, Nowe pojęcia o podwzgórzu (Hypothalamus), „Warszawskie Czasopismo Lekarskie”, 14 (44), 1937, s. 840–843 [dostęp 2024-05-16].
- Zandowa N. Recherches expérimentales sur les mouvements involontaires. Bulletin International de l'Académie Polonaise des Sciences et des Lettres. Cl. de Médecine nr 4–6, 1937.
- N. Zandowa, Nowe pojęcia o odruchach. Cz. 1, „Warszawskie Czasopismo Lekarskie”, 14 (5), 1937, s. 88–91 [dostęp 2024-05-16].
- Nathalie Zand, De la sémiologie des olives bulbaires, „Revue Neurologique”, 70 (2), 1938, s. 258–261 [dostęp 2024-05-16] (fr.).
- Zandowa N. Oliwki opuszkowe jako ośrodek zarządzający czynnością stawu. Neurologja Polska 2, s. 179, 1938.
- N. Zandowa, Prof. Maksymilian Rose (Wspomnienie pośmiertne), „Warszawskie Czasopismo Lekarskie”, 15 (2), 1938, s. 21–22 [dostęp 2024-05-16].
- N. Zandowa, Bóle głowy, „Warszawskie Czasopismo Lekarskie”, 15 (4), 1938, s. 69–72 [dostęp 2024-05-16].
- N. Zandowa, Z patologii opon mózgowo-rdzeniowych, „Warszawskie Czasopismo Lekarskie”, 15 (19), 1938, s. 365–368 [dostęp 2024-05-16].
- Zandowa N. Nowe pojęcia o histerii. Wiedza Lekarska 13 (3), s. 57–64, 1939.
- Nathalie Zand, Le psychisme de l′hypothalamus, „Revue Neurologique”, 71 (1), 1939, s. 38–41 [dostęp 2024-05-16] (fr.).

## Beletrystyka
- Maria Quieta, Nowa legenda: o tem jak być mogło, a może i było. Warszawa, 1933.